# Парламентские выборы в Иордании (2013)
Досрочные парламентские выборы в Иордании прошли 23 января 2013 года. Они стали третьими подряд досрочными парламентскими выборами в Иордании после выборов 2007 и 2010 годов. На них было избрано 150 депутатов Палаты представителей Народного собрания Иордании.

## Изменение избирательной системы
Перед выборами 2013 года вошёл в силу новый избирательный закон. Он предусматривает предоставление каждому избирателю двух бюллетеней: один для выборов кандидата местного избирательного округа и второй для пропорциональных выборов по общенациональным партийным спискам. Количество мест в палате представителей, зарезервированных для партийных кандидатов было увеличено с 17 до 27, а общее число место парламента — со 140 до 150.. Депутаты получили дополнительные полномочия, включая назначение премьер-министра страны.

## Избирательная кампания
Ещё в июле 2012 года Фронт исламского действия, политическое крыло национального отделения международной ассоциации Братья-мусульмане, заявил, что будет бойкотировать выборы, объясняя это недостаточным увеличением квоты в парламенте для партийных кандидатов из-за чего избирательная система даёт преимущество племенным кандидатам.
Акции протеста с требованием политических реформ проходили в Иордании с начала 2011 года. Указ о роспуске парламента был подписан королём Иордании Абдаллой II 4 октября.
Всего в голосовании смогут принять участие около 2,3 миллиона избирателей. Независимая избирательная комиссия сообщила, что для участия в выборах зарегистрировались 1425 кандидатов, включая 91 женщину. 22 кандидата считают себя исламистами.

## Итоги
Большинство в парламенте сохранили сторонники короля и ставленники влиятельных семей и кланов, проходившие как независимые кандидаты. Выборы показали, что роль партий в политической жизни страны остаётся невысокой, и даже снижается, позиции действующей власти, наоборот, укрепились. Из 150 мест в парламенте только 37 получили оппозиционные кандидаты. 17 депутатских мест заняли женщины. «Братья-мусульмане», основная политическая сила Иордании, бойкотировала выборы, а после оглашения результатов объявила их сфальсифицированными. Представители партии заявили, что продолжат уличные протесты с требованиями проведения реформ.